# Alberto Ruiz de Galarreta Fernández
Alberto Ruiz de Galarreta Fernández (Logroño, La Rioja; 30 de diciembre de 1983) es un exjugador y entrenador de baloncesto español   que jugó como profesional durante 21 temporadas.Con 1,98 metros de altura, jugaba en la posición de alero. Es el actual entrenador del CB Celtas de Foz que milita en la primera nacional gallega.

## Biografía
Nacido en Logroño donde empezó a jugar al baloncesto se incorporó en edad cadete al Centro de Formación del siglo XXI, en Bilbao, un equipo de promesas becadas por la Federación Española de Baloncesto (FEB). Allí permaneció cuatro temporadas, desde la 97-98 hasta la 00-01. Por el camino fue internacional con la selección española infantil y cadete jugando el europeo y pre europeo de la categoría.
Tras su ciclo en el siglo XXI, se comprometió con el segundo equipo del Pamesa Valencia y debutó en la Liga EBA, llegando a debutar también en la extinguida copa Saporta. Al año siguiente fichó por el CB Sarria, también de la EBA aunque vinculado al Leche Río Breogán, equipo con el que llegó a debutar en la ACB. Un curso después, en el ejercicio 03-04 inició su periplo por el baloncesto balear y encadenó dos etapas con el Vive Menorca (incluidos ocho partidos en ACB) y otras tantas con el Club Basquet Inca. La siguiente temporada cambiaría de islas y recalalaría en Tenerife para jugar en el Club Baloncesto Canarias.
En 2010 Galarreta llega al Xacobeo Blu:Sens procedente del Ciudad de Vigo acumulando siete temporadas de experiencia en la categoría de plata del baloncesto español, incluido un ascenso a la ACB con el Vive Menorca y dos títulos de subcampeón de la Copa del Príncipe a su paso por el propio Vive Menorca 04/05 y por el Club Basquet Inca 05/06.
En la temporada siguiente continua su racha por los equipos gallegos y ficha por el Club Ourense Baloncesto de la liga LEB Oro. Como dato curioso, Galarreta es el jugador no gallego que más camisetas de clubes gallegos profesionales ha defendido dentro del mundo del baloncesto.
Terminada esa temporada es donde comienza su idilio en su Logroño natal y encadena seis temporadas en el Club Baloncesto Clavijo , cuatro de ellas como capitán y consiguiendo la clasificación para la fase de ascenso a la liga ACB en la temporada 13/14, hasta la fecha la cota más alta en la historia del club riojano.Tiene en su poder el récord de máximo anotador y jugador con más partidos en la historia del club en la liga LEB Oro.
En agosto de 2017 anuncia que el nuevo entrenador del club no cuenta con él, en una rueda de prensa en la que ningún miembro de la directiva le acompañó, abandonando el equipo. El 22 del mismo mes se anuncia su fichaje por el Iraurgi SB, también de la LEB Oro.
La temporada siguiente ficha por el Club Martínez Valls de la primera nacional valenciana.
Al año siguiente recala en el Club Baloncesto Tizona de LEB Plata  donde consigue el ascenso a la liga LEB Oro y donde sigue en la actualidad, promediando en la temporada 20/21 10,5 puntos,1,2 rebotes y 7,5 puntos de valoración en 18 minutos en pista.
En el año 2021 se encuentra entre los 5 jugadores con más partidos en la Liga y entre los 3 jugadores con más temporadas LEB Oro.